# Bahnhof Ludwigsburg
Bahnhof Ludwigsburg vasútállomás Németországban, Ludwigsburg tartományban. A német vasútállomás-kategóriák közül a harmadik csoportba tartozik.

## Vasútvonalak
Az állomást az alábbi vasútvonalak érintik:
- Würzburg–Stuttgart-vasútvonal
- Backnang–Ludwigsburg-vasútvonal
- Ludwigsburg–Markgröningen-vasútvonal

## Forgalom

### Regionális
| Útvonal | Útvonal | Betreiber                               | Gyakoriság                                                          |
| ------- | --- | --------------------------------------- | ------------------------------------------------------------------- |
| RE 8    | Stuttgart – Ludwigsburg – Bietigheim – Heilbronn – Neckarsulm – Bad Friedrichshall – Osterburken – Lauda – Würzburg | Go-Ahead BW                             | óránként                                                            |
| RE 10   | Stuttgart – Ludwigsburg – Bietigheim – Heilbronn                                                                    | DB Regio im Auftrag von Abellio Rail BW | óránként                                                            |
| RB 17A  | Stuttgart – Ludwigsburg – Bietigheim – Vaihingen (Enz) – Mühlacker – Pforzheim                                      | Abellio Rail BW                         | óránként (együtt a RE17B vagy a RB17C járatokkal Mühlackerig)       |
| RE 17B  | Stuttgart – Ludwigsburg – Bietigheim – Vaihingen (Enz) – Mühlacker – Bretten – Bruchsal – Heidelberg                | Abellio Rail BW                         | kétóránként (im Wechsel RB17C, együtt a RB17A járattal Mühlackerig) |
| RB 17C  | Stuttgart – Ludwigsburg – Bietigheim – Vaihingen (Enz) – Mühlacker – Bretten – Bruchsal                             | Abellio Rail BW                         | kétóránként (im Wechsel RE17B, együtt a RB17A járattal Mühlackerig) |
| RB 18   | Stuttgart – Ludwigsburg – Bietigheim – Heilbronn – Neckarsulm – Bad Friedrichshall – Möckmühl – Osterburken         | Abellio Rail BW                         | óránként                                                            |

### S-Bahn
| Járat | Útvonal |
| ----- | --- |
| S 4   | Backnang – Marbach (Neckar) – Ludwigsburg – Kornwestheim – Zuffenhausen – Hauptbahnhof (tief) – Schwabstraße |
| S 5   | Bietigheim – Ludwigsburg – Kornwestheim – Zuffenhausen – Hauptbahnhof (mély) – Schwabstraße                  |

## Kapcsolódó állomások
A vasútállomáshoz az alábbi állomások vannak a legközelebb:
- Bahnhof Asperg
- Kornwestheim Personenbahnhof